# Памятник Николаю Яковченко
Памятник Николаю Яковченко — киевский памятник известному советскому комедийному актёру театра и кино Николаю Фёдоровичу Яковченко, известному по многим комедийным ролям, среди которых Прокоп Серко, отец Прони («За двумя зайцами»), Пацюк («Вечера на хуторе близ Диканьки»), Спирид («Вий») и многих других.

## История
Памятник был создан в 2000 году в честь 100-летия со дня рождения актёра. Памятник был установлен в парке на площади перед театром Ивана Франко, на сцене которого Яковченко играл с 1928 года. 
В 2008 году в Прилуках, родном городе Яковченко, был открыт памятник актёру работы того же скульптора (Владимира Чепелика), что и киевский.

## Описание
- Памятник изображает старого артиста, сидящего на лавочке, возле ног которого сидит его любимая такса по кличке Фан-Фан
- Скульптор — Владимир Чепелик
- Памятник изготовлен из бронзы
- Спина собаки и колено Яковченко вытерты до блеска.[1]